# Henry Lightfoot Boston

Flagge des sierra-leonischen Generalgouverneurs

Sir Henry Josiah Lightfoot Boston GCMG (* 19. August 1898; † 14. Dezember 1969) war ein sierra-leonischer Diplomat und Politiker.
Lightfoot Boston war ein ethnischer Krio.
Er war zunächst von 1957 bis 1962 Parlamentssprecher und anschließend vom 5. Mai 1962 bis zum 27. April 1967 – der am längsten amtierende – Generalgouverneur in Sierra Leone und damit Vertreter der britischen Königin Elisabeth II.
1962 wurde Lightfoot Boston von der britischen Krone zum Knight Grand Cross des Order of St Michael and St George geschlagen.
Nach Lightfoot Boston ist unter anderem eine Straße in der Hauptstadt Freetown benannt. Sein Konterfei ist auf der 50-Leone-Münze zu sehen.